# Huroni

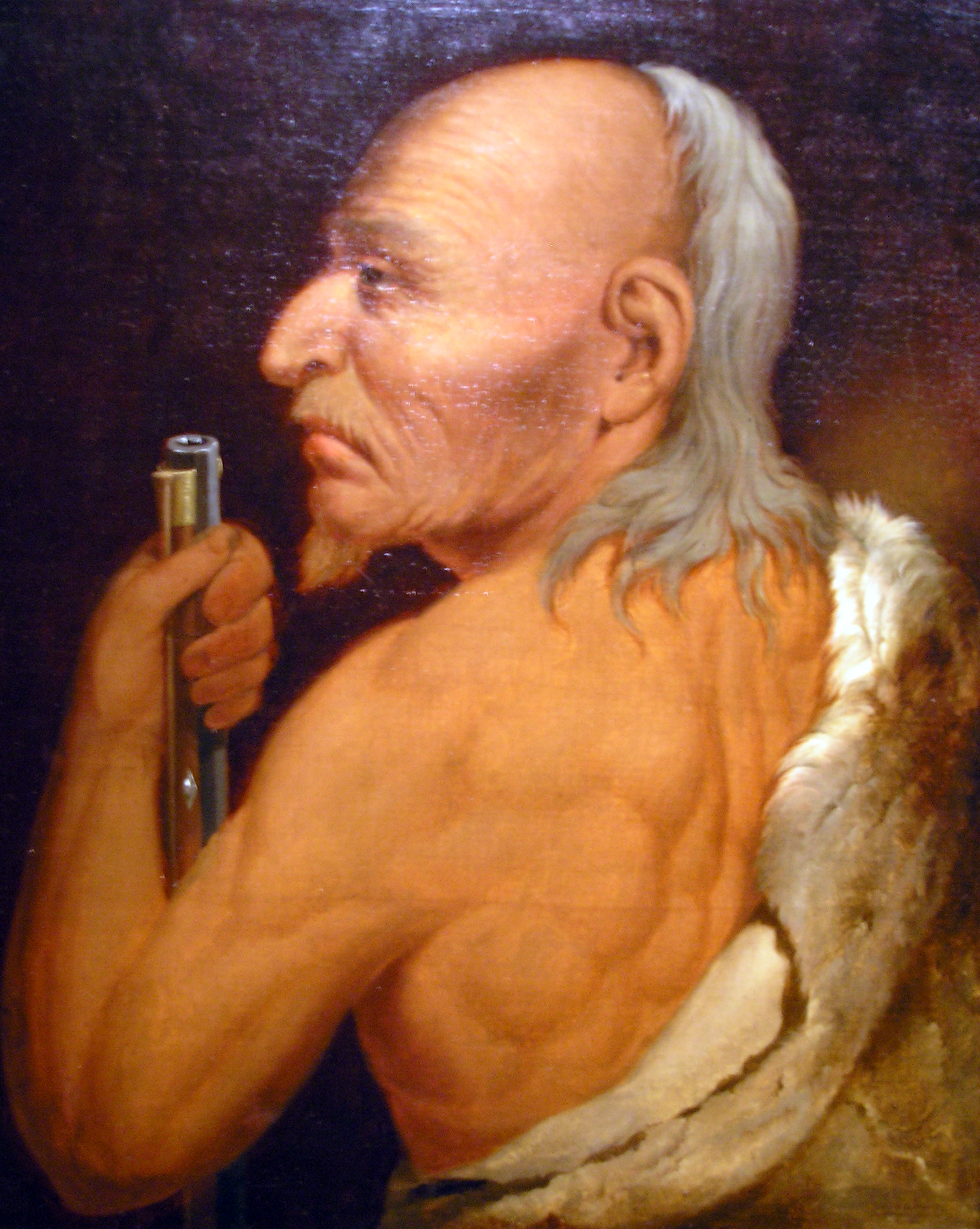
Wódz Huronów (mal. Paul Kane)

Huroni, nazwa własna Wyandoci (Wyandot/Wyandotte) – jedno z plemion indiańskich Ameryki Północnej.
W przeszłości ich głównym zajęciem było rolnictwo. W XVI/XVII wieku stworzyli silną federację przeciw Algonkinom, lecz w połowie XVII wieku zostali rozbici przez Irokezów i przenieśli się z terenów między jeziorami Huron i Erie a Rzeką Świętego Wawrzyńca na terytoria późniejszych stanów Michigan i Ohio. Obecnie ich główne skupiska znajdują się w stanie Oklahoma (USA) i prowincji Ontario (Kanada).

## Historia
Huroni, nazwani tak przez Francuzów z powodu fryzur przypominających szczecinę na głowie dzika (fr. hure), sami nazywali siebie Wyandotami (w języku irokeskim ‘W ī un dot – „wyspiarze”). Mieszkali we wsiach zabudowanych długimi domami nad brzegami Wielkich Jezior, uprawiali kukurydzę i tytoń sprzedawane innym plemionom za mięso, miedź i futra. Niezależni od plemion Ligi Irokeskiej, Huroni nie łączyli się ze swymi kuzynami w Wielkiej Radzie w Onondaga. 
W XVII wieku Huroni sprzymierzyli się z Francuzami, działając jako pośrednicy w handlu futrami i otrzymując francuską pomoc w walce z Mohawkami. Około 1640 roku Liga Irokezów rozpoczęła wojny bobrowe przeciwko schrystianizowanym osiedlom Huronów i innym plemionom, wypierając ich z dotychczasowych terytoriów. W 1649 roku doszło do rzezi Huronów. Ich resztki oddały się pod opiekę Indian z plemienia Erie, ale nawet wtedy podlegali napadom Irokezów. Gubernator Nowej Francji w pragnieniu doprowadzenia do pokoju zebrał wodzów irokeskich i z innych plemion znad Wielkich Jezior, lecz bezskutecznie. Wojna spowodowała, iż w początkach XVIII wieku resztki Huronów i Erie schroniły się na terenach dzisiejszego stanu Wisconsin pod opieką Algonkinów.

## Współczesność
Liczebność w roku 2000: Według danych U.S. Census Bureau, podczas spisu powszechnego w 2000 roku 1850 obywateli USA zadeklarowało, że jest pochodzenia Wyandotte (ponadto 224 – wyłącznie Huron Potawatomi), zaś 3531 oświadczyło, że ma pochodzenie wyłącznie lub między innymi Wyandotte (ponadto 352 – wyłącznie lub między innymi Huron Potawatomi).